# Bataille de Fribourg (1644)
Ne doit pas être confondu avec Bataille de Freiberg.
Guerre de Trente Ans
Batailles
La bataille de Fribourg, également appelée bataille des Trois jours, eut lieu les 3, 5 et 9 août 1644 au cours de la guerre de Trente Ans. Les Bavarois commandés par Franz von Mercy, retranchés dans Fribourg qu'ils avaient occupée le 28 juillet, se sont retirés après trois jours de combat contre l'armée commandée par Louis II de Bourbon-Condé et Henri de La Tour d'Auvergne.

## Déroulement
Le 29 juillet 1644, les forces coalisées impériales et bavaroises avaient repris aux Français la ville de Fribourg-en-Brisgau, sur le Rhin. Turenne, commandant l'armée d'Allemagne, et le duc de Bourbon-Condé joignirent leurs forces pour reprendre cette position-clé.
Impériaux et Bavarois s'étaient retranchés sur les collines boisées ceinturant la ville lorsque, le 3 août à 5 heures du matin, les Français passèrent à l'offensive en attaquant les fortifications adverses. Le vicomte de Turenne prit sa part de ce furieux combat de huit heures, dans lequel, après des efforts incroyables contre des ennemis couverts d'un abattis d'arbres et de rocs entassés, le vicomte parvint à les vaincre et à s'ouvrir un passage dans la plaine.
Le soir, après de furieux mais coûteux combats, les armées royales s'étaient emparées des lignes ennemies. 
Mais, profitant de l'épuisement des Français, von Mercy s'installa sur une deuxième ligne fortifiée. 
Le lendemain, 4 août, les Français se lancèrent de nouveau à l'assaut mais furent stoppés, laissant 4 000 tués et blessés sur le terrain. Il fallut l'arrivée de 5 000 hommes supplémentaires pour que Bourbon-Condé puisse emporter la décision.
Le 9 août, malgré les pertes subies, l'armée royale se préparait enfin à investir la ville de Fribourg elle-même, où von Mercy avait fait retrancher ses troupes, mais celui-ci abandonna la ville avec son armée.

## Pertes
La bataille de Fribourg se solda par le plus grand nombre de victimes de la guerre de Trente Ans, mais les estimations varient selon les sources. La vue du champ de bataille jonché d'un aussi grand nombre de tués auraient inspiré à Jean de Werth, commandant la cavalerie bavaroise, ces propos : « En vingt-deux ans de mon sanglant négoce, je n'ai jamais vu pareille boucherie ».

## Ordre de bataille
- régiment de Montausier

## La bataille de Fribourg dans l'art
Voltaire, dans Le Siècle de Louis XIV, écrit en 1751, rapporte un épisode survenu lors de cette bataille. D'après Voltaire, le duc de Bourbon-Condé « jeta son bâton de commandement dans les retranchements des ennemis, et marcha pour le reprendre l’épée à la main à la tête du régiment de Conti ».
Cette action a été illustrée par deux statuettes de Robert Dardel, Le Grand Condé, Louis II de Bourbon, prince de Condé, jetant son bâton dans les retranchements des ennemis et courant l'épée à la main pour le reprendre, que l’on peut voir au musée Condé à Chantilly, et une statuette en bronze de David d’Angers, Le Grand Condé jetant son bâton de maréchal dans les lignes de Fribourg, fondue vers 1820 et conservée au musée du Louvre.

## Sources
- (en) William P. Guthrie, The later Thirty Years War : from the Battle of Wittstock to the Treaty of Westphalia, Westport, Conn, Greenwood Press, coll. « Contributions in military studies » (no 22), 2003, 307 p. (ISBN 978-0-313-32408-6, lire en ligne).
- (en) Richard Bonney, The Thirty Years' War 1618-1648, Oxford, Osprey Publ, coll. « Essential histories » (no 29), 2002, 95 p. (ISBN 978-1-84176-378-1, lire en ligne).
- R. G. Grant (dir.) (trad. de l'anglais, préf. Franck Ferrand), Les 1001 batailles qui ont changé le cours de l'histoire [« 1001 battles that changed the course of history »], Paris, Flammarion, 2012, 960 p. (ISBN 978-2-08-128450-0).